# Carl Morton
Carl Wendle Morton (Kansas City, 18 janvier 1944 – Tulsa, 12 avril 1983) est un ancien joueur américain de baseball. Ce lanceur droitier s'est aligné dans les Ligues majeures de baseball avec les Expos de Montréal et les Braves d'Atlanta de 1969 à 1976.
Il a été élu recrue par excellence de la Ligue nationale en 1970.

## Carrière
Né à Kansas City dans le Missouri le 18 janvier 1944, Carl Morton pratique le baseball à l'Université de l'Oklahoma et signe son premier contrat avec les Braves de Milwaukee en 1964. Libéré par la franchise, il est choisi au 45e rang du repêchage d'expansion du baseball majeur en 1968, devenant une sélection des Expos de Montréal, qui font leur apparition dans la ligue en 1969.
À la saison inaugurale des Expos, Morton fait 8 apparitions au monticule, obtenant la balle pour 5 départs. Mais il subit la défaite à chacune des trois fois qu'il est impliqué dans la décision. 
Il joue sa saison recrue en 1970 et remporte sa première victoire dans les majeures le 26 avril à San Francisco face aux Giants. Il s'impose comme l'un des meilleurs lanceurs de la ligue, remportant 18 victoires contre 11 défaites avec une équipe de dernière place. Il lance 10 matchs complets et termine au second rang dans la ligue avec 4 jeux blancs. On le nomme meilleure recrue de la Ligue nationale de baseball pour la saison 1970. Il est le premier joueur de l'histoire des Expos de Montréal à recevoir cet honneur.
Montréal termine en 5e place dans la division Est au cours des deux saisons suivantes. Morton ne retrouve pas l'aplomb de sa saison recrue et présente des dossiers perdants de 10-18 et 7-13. Le 28 février 1973, il est échangé aux Braves d'Atlanta contre un autre lanceur, Pat Jarvis.
Les Braves ne présentent une fiche gagnante que lors d'une seule des 4 années que Morton passe avec l'équipe mais le droitier affiche néanmoins des dossiers victoires-défaites positifs au cours de ses trois premières campagnes à Atlanta : 15-10, 16-12 et 17-16.
Il est libéré par l'équipe après la saison 1976, joue dans les ligues mineures pour un club-école des Phillies de Philadelphie, mais ne revient pas dans les majeures et se retire en 1978. En 255 parties dans les Ligues majeures, dont 255 départs, il a œuvré 1648 manches et deux tiers au monticules, remportant 87 victoires et encaissant 92 défaites. Sa moyenne de points mérités est de 3,73, il a lancé 51 matchs complets, réussi 13 blanchissages et retiré 650 frappeurs adverses sur des prises.
Carl Morton est décédé le 12 avril 1983 à Tulsa, en Oklahoma. Il succomba à un arrêt cardiaque alors qu'il pratiquait le jogging. Il repose au cimetière Memorial Park, situé à Tulsa.